# Léon Thiébaut
Léon Norbert Amédée Thiébaut (Niça, Alps Marítims, 14 de juny de 1878 – París, 8 de març de 1943) va ser un tirador d'esgrima francès que va competir a cavall del segle xix i el segle xx. El 1900 va prendre part en els Jocs Olímpics de París, en què guanyà la medalla de plata en la prova de sabre.